# به هه سون
به هه سون (کره‌ای: 배해선؛ زادهٔ ۸ مه ۱۹۷۴) بازیگر اهل کره جنوبی است. او به خاطر ایفای نقش در مجموعه‌های تلویزیونی حسادت آشکار، قاضی در برابر قاضی، یک عهد با خدا، سلام خداحافظ مامان!، هتل دل لونا، شادی و ما همه مرده‌ایم شناخته می‌شود.

## فیلم‌شناسی

### مجموعه تلویزیونی
| سال  | عنوان                                   | نقش                       | توضیحات                        | منابع  |
| ---- | --------------------------------------- | ------------------------- | ------------------------------ | ------ |
| ۲۰۱۵ | یونگ پال                                | خانم هوانگ                |                                | [ ۳ ]  |
| ۲۰۱۶ | حسادت آشکار                             | دکتر گوم سوک هو           |                                | [ ۴ ]  |
| ۲۰۱۷ | مردی که می‌میرد برای زندگی کردن          | وانگ می ران               |                                | [ ۵ ]  |
| ۲۰۱۷ | تزویر                                   | چوی سو یون                |                                | [ ۶ ]  |
| ۲۰۱۷ | وقتی تو خواب بودی                       | سون وو جو                 |                                | [ ۷ ]  |
| ۲۰۱۷ | قاضی در برابر قاضی                      | مون یو سون                |                                | [ ۸ ]  |
| ۲۰۱۸ | تابه عشق                                | پرستار                    |                                | [ ۹ ]  |
| ۲۰۱۸ | خروج                                    | وو جه هی                  |                                | [ ۱۰ ] |
| ۲۰۱۸ | بیا و بغلم کن                           | جون یو را                 |                                | [ ۱۱ ] |
| ۲۰۱۸ | یک عهد با خدا                           | اوه سون جو                |                                | [ ۱۲ ] |
| ۲۰۱۸ | آهنگ مرگ                                | استاد موسیقی              |                                | [ ۱۳ ] |
| ۲۰۱۹ | زندگی مخفی منشی من                      | دکتر پارک                 |                                | [ ۱۴ ] |
| ۲۰۱۹ | هتل دل لونا                             | چوی هی سو                 |                                | [ ۱۵ ] |
| ۲۰۱۹ | وی‌آی‌پی                                  | گیل جا                    |                                | [ ۱۶ ] |
| ۲۰۲۰ | سلام خداحافظ مامان!                     | سونگ می جا                |                                | [ ۱۷ ] |
| ۲۰۲۰ | اس‌اف۸                                   | گوینده اخبار              | قسمت: «Baby It’s Over Outside» | [ ۱۸ ] |
| ۲۰۲۰ | بیست بیست                               | چه یون جونگ               |                                | [ ۱۹ ] |
| ۲۰۲۰ | آلیس                                    | همسر کیم این سوک          |                                | [ ۲۰ ] |
| ۲۰۲۰ | مشکلی نیست که خوب نباشی                 | کانگ اون جا               | قسمت ۵–۷                       | [ ۲۱ ] |
| ۲۰۲۰ | یادبودها                                | وون سو جونگ               |                                | [ ۲۲ ] |
| ۲۰۲۰ | استارت آپ                               | لی هه وون                 |                                | [ ۲۳ ] |
| ۲۰۲۱ | دراما استیج: انقلاب صنعتی پارک سونگ شیل | لی هه یونگ                |                                | [ ۲۴ ] |
| ۲۰۲۱ | اوه بانوی من                            | جونگ سانگ اون             |                                | [ ۲۵ ] |
| ۲۰۲۱ | پنت‌هاوس: جنگ در زندگی ۳                 | یون کیونگ اون             |                                | [ ۲۶ ] |
| ۲۰۲۱ | دهکده ساحلی چاچاچا                      | پزشک در کلینیک دندانپزشکی | حضور افتخاری، قسمت ۱           | [ ۲۷ ] |
| ۲۰۲۱ | شادی                                    | اوه یون اوک               |                                | [ ۲۸ ] |
| ۲۰۲۲ | چرا او                                  | جی سون اوک                |                                | [ ۲۹ ] |
| ۲۰۲۲ | عشق قراردادی                            | کیم سونگ می               |                                | [ ۳۰ ] |
| ۲۰۲۲ | تشویق آخر                               | یون جونگ سوک              |                                | [ ۳۱ ] |
| ۲۰۲۳ | دوره فشرده عاشقانه                      | نام هنگ جا                | حضور افتخاری، قسمت ۱۴–۱۶       | [ ۳۲ ] |
| ۲۰۲۳ | وکیل چوسان                              | بانو یون                  | حضور افتخاری                   | [ ۳۳ ] |
| ۲۰۲۳ | اعداد                                   | آن سونگ یون               |                                | [ ۳۴ ] |
| ۲۰۲۳ | توی نوزدهمین زندگیم می‌بینمت             | جانگ یون اوک              |                                | [ ۳۵ ] |
| ۲۰۲۴ | سلسله‌مراتب                              | مدیر مدرسه پارک هی سون    |                                |        |
| ۲۰۲۴ | خانم شب و روز                           | نا اوک هی                 |                                | [ ۳۶ ] |